# Фіш-Рівер (каньйон)
Каньйон Фіш-Рівер (афр. Visrivier Canyon, Visrivier Kuil, нім. Fischfluss Canyon, англ. Fish River Canyon) — розташований на півдні Намібії. Це найбільший каньйон Африки., а також другий за відвідуваністю туристичний атракціон у Намібії. Каньйон є велетенським яром, близько 160 км завдовжки, до 27 км завширшки та майже 550 м завглибшки.
Річка Фіш-Рівер є найдовшою річкою Намібії. Вона тече з перервами, як правило, розливається наприкінці літа; в інші пори року вона перетворюється на ланцюг довгих вузьких басейнів. У нижній течії річки знаходяться гарячі джерела Ай-Айс.
Туристичні місця знаходяться поруч з турбазою Хобас, за 70 км на північ від Ай-Айс. Ця частина каньйону належить прикордонному парку Аї-Аїс-Ріхтерсвелд. Решта 90 км каньйону знаходяться у приватній власності — парк Gondwana Collection Namibia.
Для туристів екскурсії по каньйону тривалістю декілька днів пропонуються з травня по серпень; однак спуск з дороги з гравійним покриттям без досвідченого провідника є небезпечним для життя і тому заборонений.

## Геологія
Каньйон Фіш-Рівер складається з верхнього каньйону, де річкова ерозія була зупинена твердими пластами гнейсу, і нижнього каньйону, що утворився після ерозії гнейсу.
Вгору за течією річка проходить через горизонтальні доломітові шари; ці метаморфічні породи утворюють частину каньйону. Близько 650 мільйонів років тому, рух плити сформувало грабен, уздовж якого протікала стародавня річка. Заледеніння 300 млн л. н., частина заледеніння Дьюка у льодовикову еру Карру, поглибило каньйон. Близько 60 млн л. н., через континентальний дрейф, стався розкол Гондвани; цей час відповідає розмиттю нижнього каньйону у місцях залягання гнейсу, що утворюють звивисті системи каньйону.